# Bahnstrecke Trait–Planches
| Streckenlänge:                                             | 0,392 km            |                     |                     |
| Spurweite:                                                 | 1000 mm (Meterspur) |                     |                     |
| Stromsystem:                                               | 550 V =             |                     |                     |
| Maximale Neigung:                                          | 140 ‰               |                     |                     |
| Zahnstangensystem:                                         | Riggenbach          |                     |                     |
|                                                            |                     |                     |                     |
| \| \| \| Montreux Trait \| \| \| \| Avenue des Planches \| |                     |                     |                     |
| Kopfbahnhof Streckenanfang (Strecke außer Betrieb)         |                     | Montreux Trait      | Montreux Trait      |
| Kopfbahnhof Streckenende (Strecke außer Betrieb)           |                     | Avenue des Planches | Avenue des Planches |

Die Tramway Vevey–Montreux–Chillon hatte das Ziel, allen Quartieren und Gemeindeteilen von Montreux zu einer Schienenverbindung zu verhelfen. So wurde am 6. Juli 1898 die Zahnradbahn Trait–Planches in Betrieb genommen, nachdem zuerst die Idee einer Drahtseilbahn favorisiert worden war.
Die Zahnradbahn Trait–Planches war 392 Meter lang, elektrifiziert nach dem System Riggenbach mit einer Höchststeigung von 140 Promille. Die Zahnstange war nicht wie üblich zwischen den Fahrschienen, sondern seitlich angebracht. Die Talstation befand sich etwa 300 m östlich des heutigen SBB-Bahnhofs und die Bergstation war am höchsten Punkt der Avenue des Planches.
Es stellte sich bald heraus, dass der einzige Triebwagen, der Che 2/2 24 mit 3 ×35 Kilowatt Leistung, einer Höchstgeschwindigkeit von 9 km/h und einem Eigengewicht von 9,6 Tonnen, ausgestattet mit einer Widerstandsbremse, den Anforderungen nicht genügte. Einzigartig an diesem Triebwagen war, dass er zwei unabhängig zu bedienende Fahrschalter hatte – der eine trieb die zwei Adhäsionsmotoren an, der zweite den Zahnradmotor. Der erste Zahnradtriebwagen der Schweiz, geliefert von Busch & Co. aus Bautzen sowie Singer Berlin, verursachte viele Störungen und Unterbrechungen.
So wurde der Triebwagen im Februar 1899 zurück zur Lieferantin geschickt, und der Betrieb ruhte bis zum Eintreffen der Ersatzmotoren im Mai 1899.
Am 11. November 1912 entgleiste der Triebwagen im oberen Teil der Strecke. Er glitt daraufhin hinunter und prallte gegen die Talstation. Der Unfall verlief glimpflich. Die Behörden machten jedoch die Wiederaufnahme des Betriebes von einer völligen Erneuerung der Strecke und des Wagens abhängig. Da das für die Gesellschaft der Bahn nicht möglich war, u. a. wegen der Verluste aufgrund der Konkurrenz durch die neueröffneten MGI wurde der Betrieb sofort eingestellt.